# (50251) Iorg
(50251) Iorg es un asteroide perteneciente al cinturón de asteroides, descubierto el 30 de enero de 2000 por el equipo del Catalina Sky Survey desde el Catalina Sky Survey, Arizona, Estados Unidos.

## Designación y nombre
Designado provisionalmente como 2000 BY22. Fue nombrado Iorg en honor al astrónomo Caroll Iorg que ha sido Presidente de la Liga Astronómica hasta el año 2014.

## Características orbitales
Iorg está situado a una distancia media del Sol de 2,768 ua, pudiendo alejarse hasta 3,126 ua y acercarse hasta 2,410 ua. Su excentricidad es 0,129 y la inclinación orbital 2,867 grados. Emplea 1682,63 días en completar una órbita alrededor del Sol.

## Características físicas
La magnitud absoluta de Iorg es 14,6. Tiene 4,506 km de diámetro y su albedo se estima en 0,138.